# Konståret 2019

## Avlidna
- 28 januari – Susan Hiller, 78, amerikansk konstnär och antropolog.[1]
- 29 januari – Hans Normann Dahl, 81, norsk målare, grafiker och illustratör.[2]
- 16 februari – Peter Sandelin, 88, finlandssvensk poet och bildkonstnär.[3]
- 6 mars – Carolee Schneemann, 79, amerikansk konstnär (bland annat inom performancekonst) och författare.[4]
- 13 mars – Gerhard Nordström, 93, svensk målare och grafiker.[5]
- 15 mars – Okwui Enwezor, 55, nigeriansk-amerikansk konsthistoriker, konstkritiker, utställningskurator och författare.[6]
- 22 april – Oiva Toikka, 87, finländsk formgivare.[7]
- 17 maj – Peter Dahl, 85, norsk-svensk konstnär.[8]
- 3 juli – Richard Brixel, 75, svensk skulptör.[9]
- 6 juli – Pasi Välimaa, 51, finländsk textilkonstnär.[10]
- 15 september – Heikki Häiväoja, 90, finländsk skulptör.[11]
- 13 december – Phase 2, 64, amerikansk graffitikonstnär.